# نهر با ساك

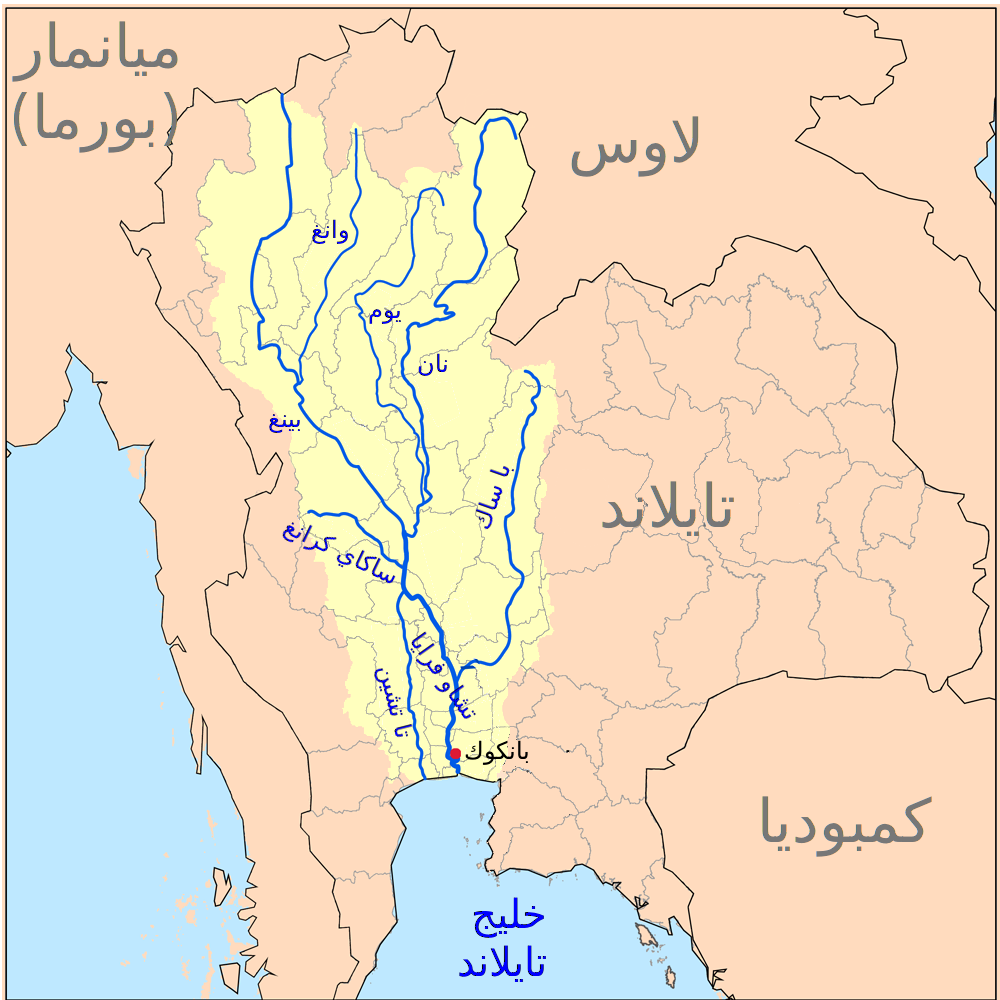
خريطة نهر با ساك

نهر با ساك (بالتايلاندية:แม่น้ำป่าสัก) و (بالإنجليزية:Pa Sak River) هو نهر يقع في وسط تايلاند و ينبع من مدينة دان ساي التابعة لمحافظة لويي ويمر عبر محافظة فيتشابون ويعتبر العمود الفقري لها ثم يمر عبر الجزء الشرقي من محافظة لوبوري ومحافظة سارابوري حتى يجتمع معا نهر لوبوري في شمال شرق محافظة أيوتايا ويبلغ طولة 513 كم.

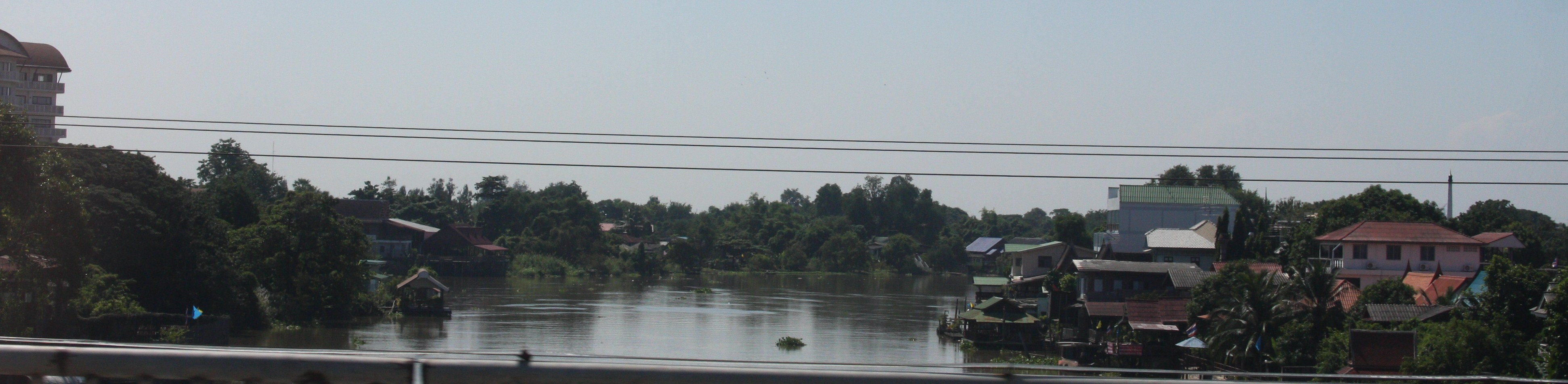
صورة لنهر با ساك في مدينة أيوتايا